# Imperia
Imperia es una ciudad italiana de unos 40 000 habitantes, en la región de Liguria, capital de la provincia homónima. Imperia se formó con la unión de dos antiguas ciudades: Porto Maurizio y Oneglia, separadas por el río Impero, del cual la ciudad recibe su nombre. Conocido por el fuerte establecimiento de empresas frutícolas y dotado de un concurrido puesto turístico, que se incrementa sobre todo en la estación estival, esta industria deja importantes recursos económicos a la ciudad.

## Geografía
El municipio de Imperia se crea en el año 1923 por la anexión de los municipios de Puerto Mauricio, Oneglia y otros menores. 
Puerto Mauricio, al oeste del Impero, recogido sobre una elevación protegido del mar, sobre la izquierda de la desembocadura del Caramagna, y se expande sobre el cabo costero. Tiene una vocación prevalentemente turística, es intrincada y pintoresca y estaba ligada a Génova ya en el siglo XIII.
Oneglia, en el levante, en cambio, se extiende sobre la izquierda de la desembocadura del torrente Impero, centrándose en torno a la Plaza Dante, desde la cual comienzan algunas de las principales calles de la ciudad. 
En el año 2006 se le confirió a la ciudad la Bandera Azul, por la calidad de los servicios del puerto turístico (“Imperia Mar”).

## Historia
El municipio de Imperia se constituye el 21 de octubre de 1923 por orden de Benito Mussolini, mediante la anexión de 11 ciudades.
- Borgo Sant'Agata
- Caramagna Ligure
- Castelvecchio di Santa Maria Maggiore
- Costa d'Oneglia
- Poggi
- Torrazza
- Moltedo
- Montegrazie
- Oneglia
- Piani
- Puerto Mauricio (Porto Maurizio).

Se creó de esta manera un municipio compuesto por una pluralidad de centros habitados. La capital se fijó en Puerto Mauricio.

## Particularidad
Imperia es una ciudad del pasado reciente donde se advierte una especie de localismo, sobre todo en los habitantes más ancianos.
En las dos centros más importantes que lo componen “Puerto Mauricio y Oneglia”, se encuentran todavía los signos de un pasado que ha visto ambas localidades independientes una de otra: dos plazas cívicas, dos iglesias principales y tres santos patronos*: San Mauricio Mártir por Puerto Mauricio, San Juan Bautista por Oneglia, con sus fiestas patronales en períodos diferentes del año y San Leonardo de Puerto Mauricio que fue el santo elegido cuando la creación de Imperia.
- Siguen permaneciendo simbólicamente los patrones san Mauricio y san Juan Bautista, pero el patrono Oficial de Imperia es san Leonardo.

## Vida política ciudadana
Imperia, no obstante las dimensiones reducidas, siempre ha sido una ciudad de vivaz escena política y cultural. La ciudad expresa preferencias electorales centristas.
En Oneglia han tenido lugar huelgas y manifestaciones durante el bienio rojo y la ciudad vio nacer a muchos combatientes partisanos entre los cuales está Felice Cascione autor del himno Fischia il vento, y las escuelas ciudadanas no fueron inmunes al fenómeno de los movimientos estudiantiles.
En puerto Mauricio, encuentra sede un centro social de los más antiguos de Italia: "La talpa e l´orologio" ( El topo y el reloj) en actividad primero como centro de documentación, y desde fines de los años 1980 hasta ahora como lugar de acogida.

## Infraestructura
El municipio dotado de varias estaciones de la red Ferroviaria italiana, las principales de las cuales están en Imperia, Puerto Mauricio e Imperia Oneglia, respectivamente ubicadas en los barrios homónimos.
Oneglia y Puerto Mauricio, poseen dos salidas de autopistas, y para el 2009 está previsto la finalización de la estación ferroviaria que se comenzara a construir en Oneglia, en el año 2004.

## Dialectos
En Imperia se habla prevalentemente la lengua ligur, aunque en el sector noroeste del distrito (en la Terra Brigasca, los Altos Valles del Tanaro y en la comuna de Auriveta en el Val Roia) se habla con fuerte influjo occitano en su variante dialectal llamada brigasca que es por su parte un subdialecto del dialecto occitano provenzal.

## Deportes
El 18 de mayo de 1998 la 2º etapa del Giro de Italia concluyó en Imperia con la victoria del español Angel Edo Alsina.

El municipio cuenta con un equipo de fútbol, el U.S. Imperia 1923, cuyo mayor rival es el Sanremese. Su estadio, llamado Nino Ciccione, puede albergar poco más de 3000 espectadores. El equipo consiguió la promoción de serie “D” en el 2006. Los otros equipos competitivos son “Riviera dei Fiori” y el “Pontedasso Calcio” que se han fusionado para ser competitivos y poder conseguir superar a L’Imperia.

## Demografía
| Gráfica de evolución demográfica de Imperia entre 1861 y 2001 |
|                                                               |
| Fuente ISTAT - elaboración gráfica de Wikipedia               |